# Ingeniero Andreoni
Ingeniero Andreoni és una entitat de població de l'Uruguai, ubicada al sud-oest del departament de Lavalleja, limítrof amb Canelones. Té una població aproximada de 215 habitants, segons les dades del cens del 2004.
Es troba a 80 metres sobre el nivell del mar.